# Запорожское (Апостоловский район)
Запорожское (укр. Запорізьке) — село,
Першотравенский сельский совет,
Апостоловский район,
Днепропетровская область,
Украина.
Код КОАТУУ — 1220388802. Население по переписи 2001 года составляло 1261 человек.

## Географическое положение
Село Запорожское находится в 4-х км на восток от города Апостолово.
По селу протекает несколько пересыхающих ручьёв с запрудами.
Рядом проходит железная дорога, ближайшая станция Апостолово в 9-и км.

## Экономика
- «Агроцентр», ЧП.

## Объекты социальной сферы
- Школа.
- Музей истории села Запорожское.
- Дом культуры.
- Библиотека.